# Regiunea Varna
Varna este o regiune (oblastie) din estul Bulgariei. Se învecinează cu regiunile Dobrici, Șumen și Burgas. Este situată pe coasta bulgară a Mării Negre. Capitala sa este orașul omonim.

### Obștina Avren
Avren,
Benkovski,
Bliznați,
Boliarți,
Dăbravino,
Dobri Dol,
Iunac,
Kazașka Reka,
Kitka,
Krușa,
Priselți,
Ravna Gora,
Sadovo,
Sindel,
Trăstikovo,
Țarevți,
Zdraveț

### Obștina Aksakovo
Zornița

### Obștina Beloslav
Beloslav

### Obștina Varna
Kamenar, Kazashko, Konstantinovo, Topoli, Varna, Zvesditsa

### Obștina Suvorovo
1. ↑  EKATTE, accesat în 10 iulie 2024